# Challenger de Perugia 2021
El torneo Internazionali di Tennis Città di Perugia 2021 fue un torneo profesional de tenis. Perteneció al ATP Challenger Tour 2021. Se disputó en su 27.ª edición sobre superficie tierra batida, en Perugia, Italia entre el 05 al el 11 de julio de 2021.

## Jugadores participantes del cuadro de individuales
| Favorito | País                                  | Jugador                 | Rank1 | Posición en el torneo |
| -------- | ------------------------------------- | ----------------------- | ----- | --------------------- |
| 1        | Bandera de Italia                     | Salvatore Caruso        | 96    | Semifinales           |
| 2        | Bandera de Eslovaquia                 | Andrej Martin           | 111   | Primera ronda         |
| 3        | Bandera de Italia                     | Federico Gaio           | 145   | Primera ronda         |
| 4        | Bandera de la República Popular China | Zhizhen Zhang           | 175   | Segunda ronda         |
| 5        | Bandera de Italia                     | Thomas Fabbiano         | 183   | Primera ronda         |
| 6        | Bandera de Kazajistán                 | Dmitry Popko            | 187   | Primera ronda         |
| 7        | Bandera de Argentina                  | Tomás Martín Etcheverry | 192   | CAMPEÓN               |
| 8        | Bandera de Argentina                  | Renzo Olivo             | 193   | Segunda ronda         |

- 1 Se ha tomado en cuenta el ranking del 28 de junio de 2021.

### Otros participantes
Los siguientes jugadores recibieron una invitación (wild card), por lo tanto ingresan directamente al cuadro principal (WC):
- Flavio Cobolli
- Francesco Forti
- Luca Vanni

Los siguientes jugadores ingresan al cuadro principal tras disputar el cuadro clasificatorio (Q):
- Nerman Fatić
- Francesco Passaro
- Timofey Skatov
- Giulio Zeppieri

## Campeones

### Individual Masculino
- Tomás Martín Etcheverry derrotó en la final a  Vitaliy Sachko, 7–5, 6–2

### Dobles Masculino
- Vitaliy Sachko /  Dominic Stricker derrotaron en la final a  Tomás Martín Etcheverry /  Renzo Olivo, 6–3, 5–7, [10–8]